# The Man Who Returned to Life
The Man Who Returned to Life è un film statunitense del 1942 diretto da Lew Landers.

## Trama
David Jamieson è costretto a fuggire da una città del Maryland dove è sospettato di aver ucciso la ragazza che ha tentato di costringerlo a sposarla alla vigilia del suo matrimonio con un'altra ragazza. Fugge e assume una nuova identità ma torna per salvare la vita dell'uomo accusato di averlo ucciso.